# Orłowo (powiat makowski)
Orłowo – wieś sołecka w Polsce położona w województwie mazowieckim, w powiecie makowskim, w gminie Rzewnie.  Leży nad Narwią.
W latach 1975–1998 miejscowość położona była w województwie ostrołęckim.
Wierni Kościoła rzymskokatolickiego należą do parafii św. Stanisława Biskupa i Męczennika w Lubielu.